# Markus Hess (Radsportler)
Markus Hess (* 4. Juli 1963 in Sindelfingen) ist ein ehemaliger deutscher Radrennfahrer und nationaler Meister im Radsport.

## Sportliche Laufbahn
Hess war im Bahnradsport und im Straßenradsport aktiv.  Er fuhr als Amateur für den Verein RSG Heilbronn. Er gewann bei den nationalen Meisterschaften im Bahnradsport mehrfach Medaillen in der Mannschaftsverfolgung und fuhr unter anderem mit Uwe Messerschmidt und Reinhard Alber im Bahnvierer. 1987 wurde er Berufsfahrer, ohne  einem Radsportteam anzugehören. 1990 startete er für das Radsportteam Varta–ELK Haus und 1991 für das Team Telekom. Als Profi verzeichnete er im Straßenradsport keine größeren Erfolge. Auf der Bahn wurde er 1994 Deutscher Meister im Zweier-Mannschaftsfahren mit Gerd Dörich als Partner. 1992 wurde er hinter Roland Günther Vize-Meister bei den Stehern. 1995 wurde er Dritter. Hess bestritt 74 Sechstagerennen.

## Berufliches
Nach seiner aktiven Laufbahn arbeitet er als Geschäftsführer der Firma „Easy-Tours“, die Radreisen veranstaltet und betreibt einen Radverleih in Füssen. 2020 erhielt er die Auszeichnung „Das Goldene Pedal“ des ADFC Bayern.